# 聖文德爾鎮區 (明尼蘇達州斯特恩斯縣)
聖文德爾鎮區（英語：St. Wendel Township）是位於美國明尼蘇達州斯特恩斯縣的一個行政鎮區，於1868年設立。

## 地方資料
聖文德爾鎮區的面積為93.42平方千米，當中陸地面積為92.63平方千米，而水域面積為0.79平方千米。根據2020年美國人口普查的數據，當地共有人口2115人，而人口密度為每平方千米22.64人。